# عمرو بن الوليد بن عبدة
عمرو بن الوليد(1) بن عبدة القرشي السهمى المصري، ابن المُحدث الوليد بن عبدة مولى عمرو بن العاص وممن شهد فتح مصر، تابعي وراوي حديث نبوي، سكن مصر. توفي سنة 103 هـ.

## روايته للحديث النبوي
- روى عن: أنس بن مالك، وعبد الله بن عمرو بن العاص، وقيس بن سعد بن عبادة.
- روى عنه: يزيد بن أبي حبيب.[1]
- الجرح والتعديل: ذكره ابن حبان في كتاب الثقات، روى له ابن ماجة حديثًا واحدًا عَن أَنَسٍ أَنَّ النَّبِيَّ بُشّر بحاجة فخر ساجدًا.[1]

## هوامش
- 1 يختلف عن عن عمرو بن الوليد الذي روى عن عبادة بن الصامت، وروى عنه هاني بن كلثوم، روى له أبو داود حديثًا واحدًا في الفتن.[1]